# Archives littéraires allemandes de Marbach
Les Archives littéraires allemandes de Marbach, en allemand : Deutsches Literaturarchiv Marbach (DLA), créées en 1955 et situées à Marbach am Neckar en Allemagne, comptent parmi les plus importantes archives littéraires au monde. Leurs collections couvrent l'histoire littéraire et intellectuelle de 1750 à nos jours et sont ouvertes à toutes les personnes qui se consacrent à l'évaluation critique des sources. Elles proposent près de 800 000 volumes et plus de 1 000 revues,,.
En 2006, les DLA inaugure le Musée littéraire de la modernité (de), conçu par l’architecte David Chipperfield.